# Lactocollybia marasmiiformis
Lactocollybia marasmiiformis är en svampart som först beskrevs av William Alphonso Murrill, och fick sitt nu gällande namn av Rolf Singer 1986. Lactocollybia marasmiiformis ingår i släktet Lactocollybia och familjen Marasmiaceae.   Inga underarter finns listade i Catalogue of Life.